# Astonprocessen
Astonprocessen är en process för fabrikstillverkning av smidesjärn på ett ekonomiskt och snabbt sätt som utvecklades 1925 av James Aston från USA.
Processen innebär att ta smält stål från en Bessemerkonverterare och ösa ner det i kylt flytande slagg från malm. Temperaturen på järnet är ca 1 500 °C och det flytande slagget bibehållande vid ca 1 200 °C. Det smälta stålet innehåller ett större antal upplösta gaser, så när det smälta stålet träffar den kylda ytan från avfallsprodukterna blir gaserna frigivna.
Det smälta stålet fryser då och avkastar en porös massa med en temperatur på ca 1 370 °C. Denna porösa massa måste sedan färdigställas med shingling och rullkvarn. Tre till fyra ton kan bli konverterade per omgång med denna metod.
Smidesjärn tillverkas inte längre för kommersiellt bruk. Den sista smidesjärnfabriken lades ned 1969. 1960 sjönk stålpriserna på grund av återvinning, och användandet av Astonprocessen för smidesjärnsproduktion var en arbetsam och tämligen intensiv process. Det har beräknats att produktionen av smidesjärn kostade cirka dubbelt så mycket som produktionen av låghaltigt karbonstål.